# Velodrom Mainz

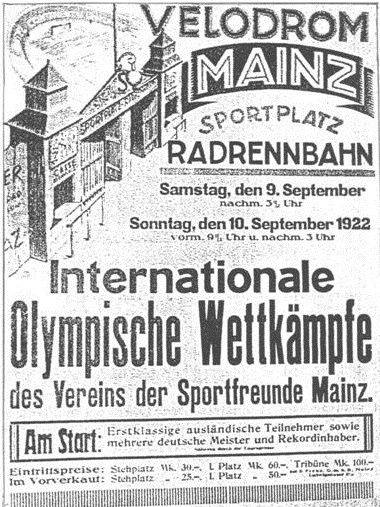
Velodrom Mainz 1922

Das Velodrom Mainz war eine Radrennbahn in der Mainzer Oberstadt.

## Lage
Die Radrennbahn lag östlich des Fichteplatzes, jenseits der Pariser Straße, wo sich der heutige Wasserspielplatz Planschbecken befindet. Dieses Planschbecken und das östlich auf der anderen Seite der benachbarten Kolonnade gelegene Rasenstück bezeichnen ungefähr den damaligen Innenraum. Die westliche Steilkurve der eigentlichen Rennbahn ist heute noch als halbrunde Böschung erkennbar.

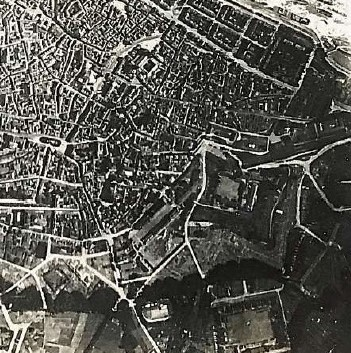
Velodrom Mainz (Bildmitte unten) auf einem französischen Luftbild vom Juni 1919.

## Geschichte
1883 wurde in Mainz ein Bicycle-Club gegründet. Nach der Neugründung 1889 als Mainzer Bicycle-Club Moguntia und später als Mainzer Radsportverein 1889 veranstaltete dieser eine Lotterie für den Bau eines auf ca. 30000 Mark geschätzten Velodroms, das noch im gleichen Jahr errichtet wurde. Bis 1910 nutzte auch der 1. FSV Mainz 05 anstelle des ehemaligen Sportplatzes am Gautor diese Radrennbahn bei großen Spielen. 1920 gründete sich der Verein der Sportfreunde Mainz mit dem Velodrom als Heimwettkampfstätte. 1928 musste die Radrennbahn wegen eines benachbarten Neubaugebiets aufgegeben werden und wurde nicht wieder aufgebaut. 

## Veranstaltungen
Im September 1922 veranstaltete der Verein der Sportfreunde Mainz so genannte Internationale Olympische Wettkämpfe, ein Radrennen, initiiert durch Georg Drescher, einem Geschäftsmann und vielseitigen Sportler sowie Amateureuropameister im 100-km-Radrennen und Deutschem Meister im „einarmigen“ Gewichtheben. Auf Grund des damaligen Plakats lässt sich erkennen, dass der Innenraum der Radrennbahn als Sportplatz ausgestaltet war.

## Heutige Nutzung

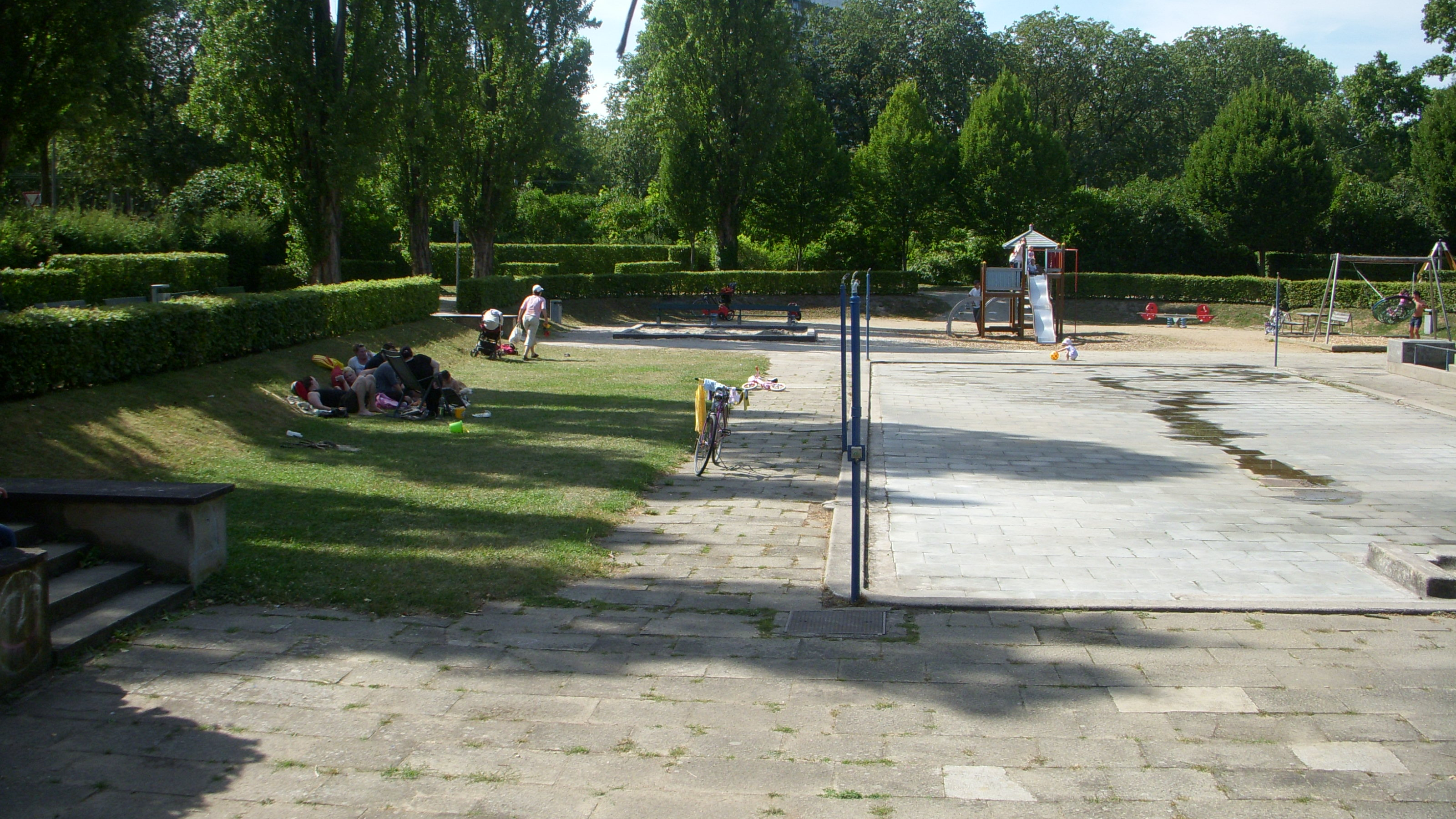
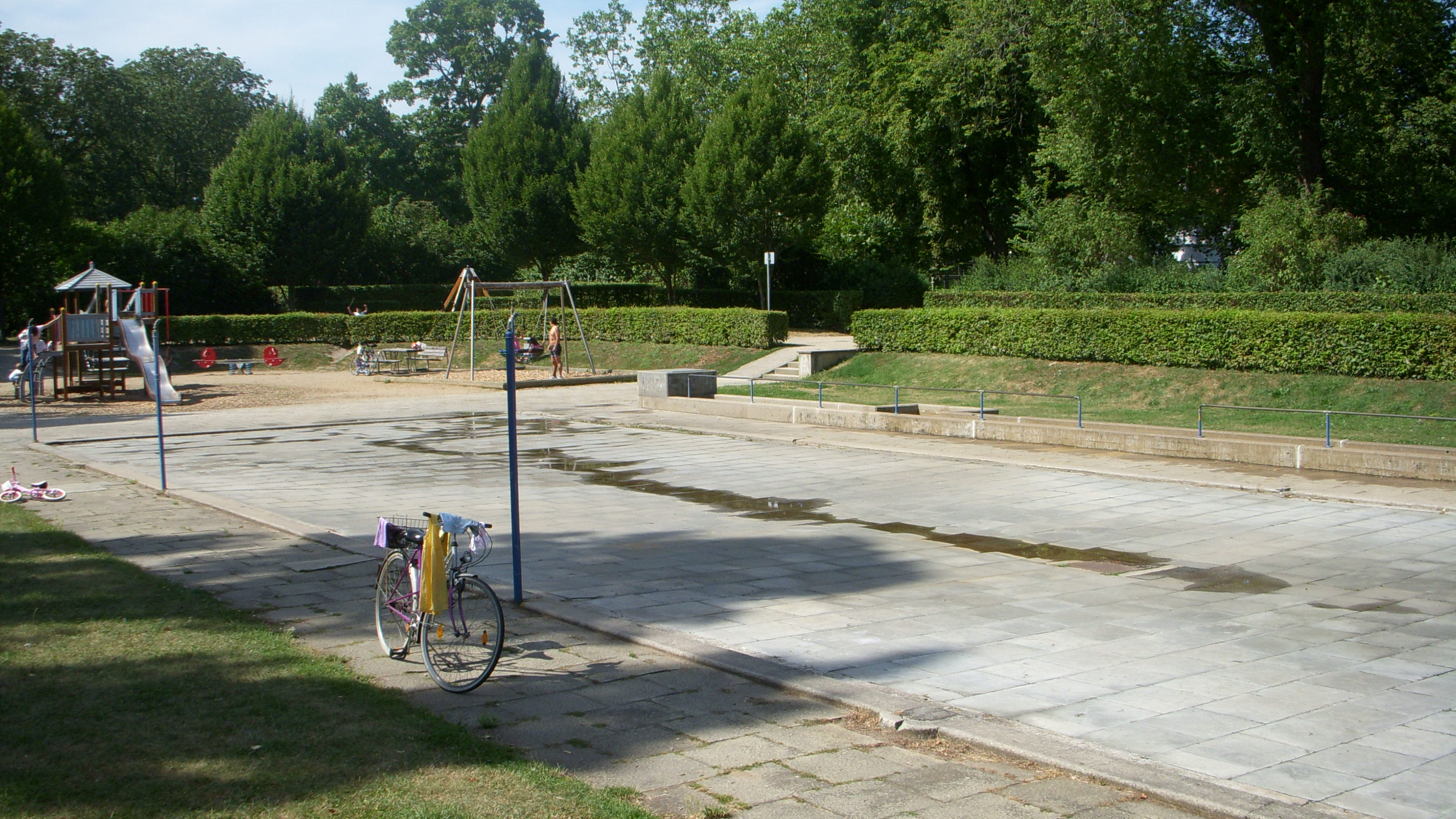
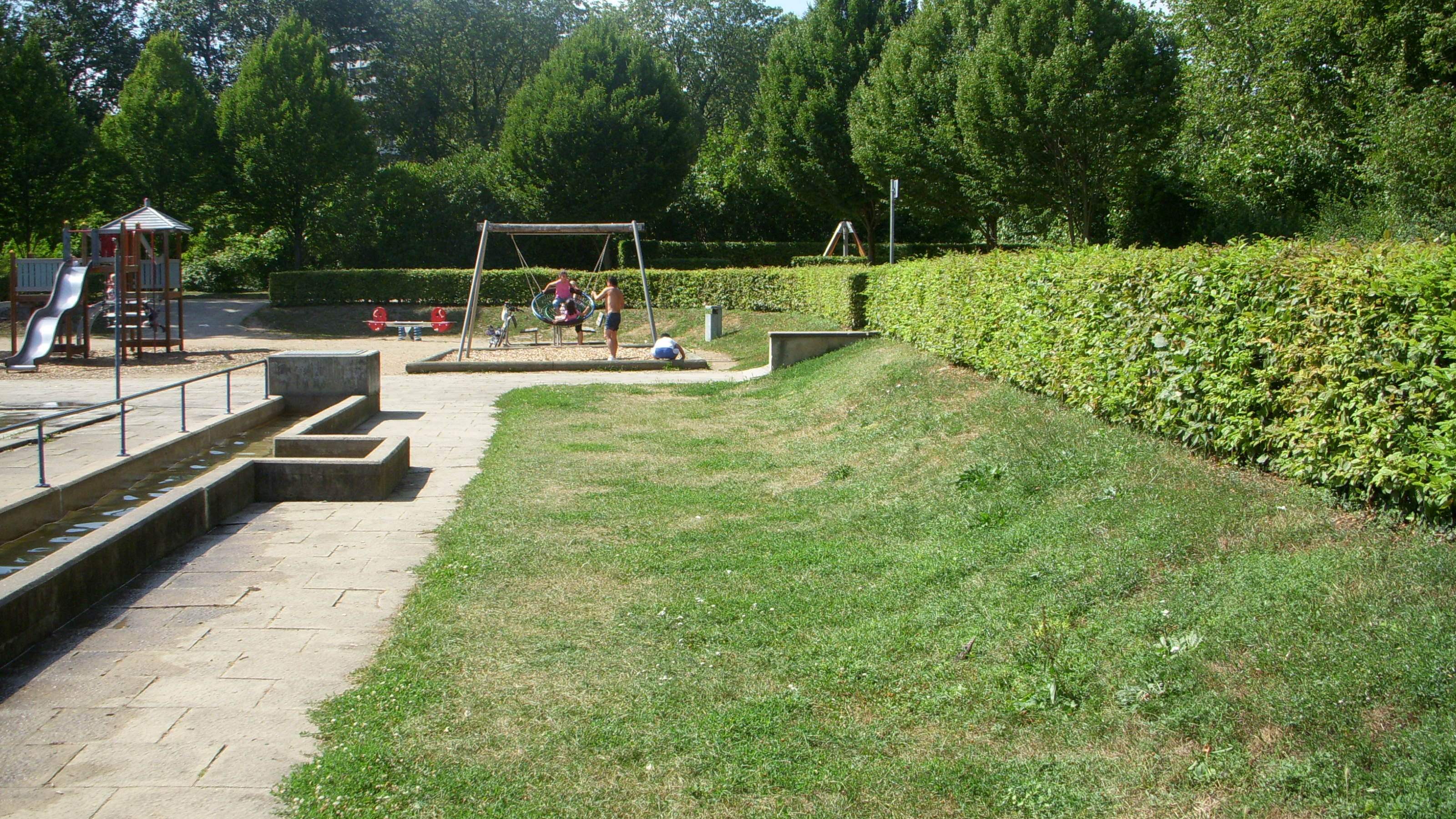

Der westliche Teil des Velodroms aus heutiger Sicht. Deutlich sind im Halbkreis um das Planschbecken noch die Steilkurven des Velodroms als Rasenböschung zu erkennen. Bis 2010 wurde auf der Anlage ein kleines Café mit Außenterrasse betrieben. In den 1980er und 1990er Jahren wurde bei starkem Frost das benachbarte Rasenstück (der ehemalige östliche Innenraum des Velodroms) zu Erzeugung einer natürlichen Eislaufbahn unter Wasser gesetzt.